# Miglė
Miglė ist ein litauischer weiblicher Vorname. Die männliche Form ist Miglius. 

## Herkunft
Der Vorname bedeutet Nebel und ist gleichzeitig ein Pflanzenname, dt. 'Rispengräser'.

## Ableitung
- Miglutė (Verniedlichungsform)

## Personen
- Miglė Tuskienė (*  1971), Finanzpolitikerin, Vizeminister